# Morgny-en-Thiérache
 Morgny-en-Thiérache  là một xã ở tỉnh Aisne, vùng Hauts-de-France thuộc miền bắc nước Pháp.